# 416252 Manuelherrera
416252 Manuelherrera este o planetă minoră (asteroid) din centura de asteroizi. A fost descoperită pe 5 martie 2003 la  de José Luis Ortiz Moreno⁠(d). 
Obiectul prezintă o orbită caracterizată de o semiaxă mare de 2,6374831469377 UAi, o excentricitate de 0,21, o înclinație de 13 ° în raport cu ecliptica.